# Embargo
Een embargo is in de economische politiek een verbod op handel met een bepaald land. Het begrip kent ook betekenissen in andere samenlevingssectoren: daar gaat het niet om het achterwege laten maar om het voor korte tijd uitstellen van een handeling of om het slechts voor een selecte groep van specialisten toegankelijk maken van gegevens.

## Handelsembargo
Een handelsembargo is een verbod op het drijven van handel met een bepaald land. Het wordt gewoonlijk opgelegd door een groep van landen tegen dat land, met de bedoeling het te isoleren en de regering ervan in een moeilijke situatie te brengen. Embargo's worden gewoonlijk gebruikt als een politieke bestraffing voor voorafgaande maatregelen of daden, maar soms kan men ook andere (economische) belangen achter het embargo vinden.
De typische reactie op een embargo is de ontwikkeling van een autarkie.

## Nieuwsembargo
Ook in de wereld van media en journalistiek kent men embargo's. Hierbij krijgen geselecteerde journalisten op voorhand informatie over een nieuwsfeit, met het verzoek om die informatie nog niet te verspreiden vóór een bepaalde dag en uur. Zo kan boven een persbericht staan: "Embargo tot dinsdag 9 oktober 06.00 uur." Een embargo kan niet worden opgelegd, het gaat doorgaans om een verzoek om publicatie vooralsnog achterwege te laten. De redelijkheid van elk embargoverzoek wordt bepaald door de journalist. Als deze tevoren instemt wordt hij of zij geacht zich er aan te houden. Een embargo vervalt direct zodra een van de betrokkenen de opschortingsafspraak heeft geschonden.
Journalisten kunnen dus vaak al op voorhand beschikken over een document met nieuws (bijvoorbeeld de Miljoenennota of een nieuw boek). Zij kunnen zich daardoor beter voorbereiden op de persvertoning van een film of op een persconferentie, zodat ze na afloop gerichtere vragen kunnen stellen. Het embargo biedt ook een regisseur de mogelijkheid om in zijn draaiboek relevante schakelingen te kunnen voorbereiden tussen diverse tv-camera's die het voorlezen van bijvoorbeeld de troonrede registreren.
Het Nederlands Genootschap van Hoofdredacteuren heeft regels vastgesteld op grond waarvan embargoverzoeken worden aanvaard of afgewezen.
De belangrijkste uitgangspunten van dit genootschap zijn:
- Vergaard nieuws is vrij voor publicatie;
- Eenzijdig gevraagde uitzonderingen daarop (embargo’s) worden slechts in uitzonderlijke gevallen aanvaard indien het nieuws nog moet ontstaan en indien dat noodzakelijk is voor een goede verwerking van dat nieuws;
- De reden tot embargo moet worden vermeld;
- Het embargo wordt direct opgeheven zodra de betreffende informatie uit andere bron bekend is.

## Embargo bij nieuwe uitgaven
In het mediabedrijf heeft een embargo een andere betekenis. Wanneer potentiële bestsellers, cd's, games en andere media op de markt verschijnen, willen alle verkoopkanalen, zoals boekhandels, warenhuizen, e.d. zo snel mogelijk beginnen met de verkoop. Qua logistiek is het vaak onmogelijk om alle verkooppunten tegelijk te bevoorraden. Daarom wordt vaak bij de levering een vermelding gevoegd, zoals: "embargo tot 10 april" waardoor alle handelaren hun voorraad op verschillende momenten in huis krijgen maar pas op hetzelfde moment mogen beginnen met de verkoop.
Ook in bibliotheken geldt soms een windowtime (een uitleenembargo) voor nieuw verworven boeken en andere gegevensdragers die op een leestafel worden geëtaleerd: het medium wordt pas uitgeleend als ook andere bezoekers weten dat de nieuwe aanwinst beschikbaar is.

## Embargo bij natuurwaarnemingen
Bij het registreren van bijzondere natuurwaarnemingen hanteert men ook de term embargo. Zou bijvoorbeeld iedereen openlijk via websites als Waarnemingen.be of Waarneming.nl precies kunnen zien waar een zeldzaam dier zich ophoudt of waar een bedreigd plantje groeit, dan zouden dagjesmensen, vandalen of stropers hier misbruik van kunnen maken. Om dit te voorkomen wordt van bepaalde waarnemingen soms de locatie onzichtbaar gemaakt of worden specifieke details 'onder embargo gezet'.